# 敖包特库热
敖包特库热，汉名普恩寺，蒙古语又名“阿勒布屯都布楞”，位于新疆维吾尔自治区塔城地区和布克赛尔蒙古自治县莫特格乡，是一座藏传佛教格鲁派寺院，为夏立宛活佛的主寺。

## 简介
敖包特库热位于和布克赛尔蒙古自治县县城北部，阿尔恰特路的东侧。最早该庙建在一个大型蒙古包中。第三次修建于l801年，清朝理藩院赐匾“普恩寺”，是第十二世夏立宛活佛的主寺。1872年，兴建土木结构的庙，由活佛经堂、佛塔、禅房等建筑组成，喇嘛最多时有550余人。文化大革命中，该寺被毁，仅存活佛居住过的禅房以及部分经堂的墙基。
2003年，该庙重建，建筑面积246平方米，其中庙堂建筑面积122平方米，庙堂仍然采用土木结构。该庙还设有夏立宛活佛学校一座。到2010年代初，该庙共有喇嘛50余人。2014年，该庙被评为“五好宗教场所”。